# F. O. H. III - Out Of Obscurity
F. O. H. III - Out Of Obscurity a címe Dweezil Zappa 2012-es, a Zappa Plays Zappa nevű zenekarával 2012 februári turnéján rögzített CD-jének; érdekesség, hogy a lemezen az időközben kilépett Pete Griffin helyén Scott Thunes basszusgitáros játszik (az előző két dupla albumhoz hasonlóan előadóként nem a zenekar neve, hanem Dweezilé szerepel a borítón). A címben a F. O. H. rövidítés, jelentése utalás arra, hogy a hangzóanyag a koncerten használt keverés (Front Of House) felhasználásával készült. A kiadványon (ha máshogy nincs jelölve) minden darab Dweezil apja, Frank Zappa szerzeménye.

## A számcímek
1. Sexual Harassment In The Work Place
2. Hungry Freaks Daddy!
3. Bow Tie Daddy
4. Motherly Love
5. Trouble Everyday
6. Any Kind Of Pain
7. Blessed Relief
8. Mother People
9. Who Are The Brain Police?
10. Ride My Face To Chicago
11. Advance Romance
12. Wedding Dress Song/Handsome Cabin Boy[2]
13. Debra Kadabra
14. Carolina Hardcore Ecstasy

## A közreműködő zenészek
- Dweezil Zappa - gitár, ének
- Ben Thomas - ének
- Scheila Gonzalez - szaxofon, fuvola, billentyűs hangszerek és ének
- Chris Norton - billentyűs hangszerek
- Scott Thunes - basszusgitár
- Billy Hulting - marimba és más ütőhangszerek
- Jamie Kime - gitár
- Joe Travers - dobok, ének